# أنا-ماريا زيمارمان
أنّا-ماريا زيمارمان (بالألمانية: Anna-Maria Zimmermann)‏ هي مغنية ألمانية، ولدت في 14 ديسمبر 1988 في ريتبرغ في ألمانيا.

## وصلات خارجية
- الموقع الرسمي
- أنّا-ماريا زيمارمان على موقع IMDb (الإنجليزية)
- أنّا-ماريا زيمارمان على موقع ميوزك برينز (الإنجليزية)
- أنّا-ماريا زيمارمان على موقع أول ميوزيك (الإنجليزية)
- أنّا-ماريا زيمارمان على موقع ديسكوغز (الإنجليزية)